# 贝努维尔 (滨海塞纳省)
贝努维尔（法語：Bénouville，法語發音：[benuvil] ⓘ）是法国滨海塞纳省的一个市镇，属于勒阿弗尔区。

## 地理
贝努维尔（49°43'2"N, 0°14'58"E）面积2.86 平方千米，位于法国诺曼底大区滨海塞纳省，该省份为法国北部沿海省份，其西部及北部濒大西洋英吉利海峡，东起顺时针与索姆省、瓦兹省、厄尔省和卡爾瓦多斯省接壤。
与贝努维尔接壤的市镇（或旧市镇、城区）包括：波尔多-圣克莱尔、埃特勒塔、莱洛日。

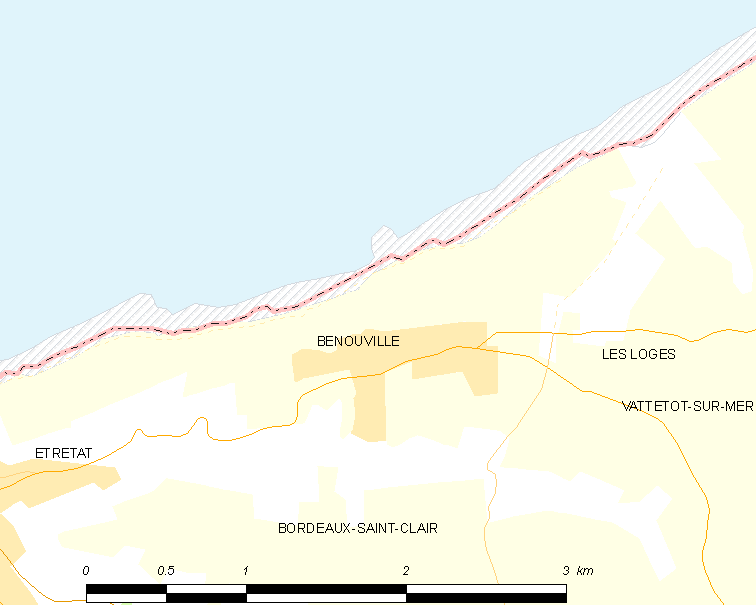
的OSM定位图

贝努维尔的时区为UTC+01:00、UTC+02:00（夏令时）。

## 行政
贝努维尔的邮政编码为76790，INSEE市镇编码为76079。

## 政治
贝努维尔所属的省级选区为滨海奥克特维尔县。

## 人口

1962-2008年间人口变化图示

贝努维尔于2022年1月1日时的人口数量为168人。